# SimCity
SimCity е компютърна и конзолна серия видео игра с отворен край (безкрайна) на градски симулатор оригинално създадени от разработчика Уил Райт.
То се издава от Maxis (дъщерно дружество на Electronic Arts ). Играта е публикувана за първи път през 1989 г. като SimCity , и тя е зареди няколко различни издания, продавани в цял свят. Продължаващият успех на SimCity предизвиква появата на много други заглавия, включително SimCity 2000. The Sims е най-продаваната компютърна игра, до около 2012 година.
В SimCity, играчът е възложена задачата за създаване и развитие на един град, като същевременно се запази щастието на гражданите и поддържане на стабилен бюджет. В SimCity 2000, SimCity 3000 и SimCity 4, играчът има право да променя терена на града, преди да строи на него.
Играчът трябва да определи зоните за развитие, всеки от които има ограничения за вида на развитие, което може да се случи там. Развитие на зоните не се извършва директно от играча, но се случва, когато са изпълнени определени условия, като например захранване, подходящи транспортни връзки или приемлива данъчно равнище. В жилищни зони , в зелено, осигуряват жилища за Sims; на търговски зони , в синьо, осигуряват магазини и офиси; и индустриални зони , в жълто, осигуряват фабрики, лаборатории и ферми. Има три различни плътности в играта: ниска плътност за малки сгради, със средна плътност за нисък и среден сгради, и с висока плътност за нищо до големи кула блокове.
Разработена в Оринда, Калифорния, Съединени щати, SimCity и игрови механики са силно базирани на Калифорния и развитието на градовете през 20 век.

## Версии на играта за „Персонален компютър“

### SimCity
SimCity, по-късно наричана SimCity Clasic или SimCity (2013) е първата игра от поредицата SimCity. Тя е създадена през 1989 г.

### SimCity 2000
След големия и траен успех на оригиналния SimCity, създателите на играта се мотивират за развитието на продължение на градостроителната симулация. SimCity 2000 (SC2K), е пусната на пазара през 1993 г., тя се смята за по-развита от първата SimCity и неййно основно продължение. Изгледът в тази версия е изометричен, а не от птичи поглед (режийни), пейзажът не е плосък и са въведени подземни слоеве, за водопроводи и подлези. 

### SimCity 3000
SimCity 3000 (SC3K) e пусната на пазара през 1999 г.

### SimCity 4
SimCity 4 e пусната на 14 януари 2003 г.

### SimCity Societies
SimCity Societies e пусната на пазара през 2007 г., геймплеят и се различава значително от предишните заглавия на SimCity, като по-голямо внимание се отделя на „социалното инженерство“.

### SimCity(2013)
SimCity е пусната за Windows на 5 март 2013 г.